# Piscina Antilén
La piscina Antilén (del mapudungún: antilen ‘que hay sol’) se encuentra ubicada en la cumbre del cerro Chacarillas, dentro del Parque Metropolitano de Santiago, Chile. Mide 92 metros de largo por 25 metros de ancho, y cuenta con una capacidad para acoger a 1500 personas.
Obra del arquitecto Carlos Martner, la piscina fue construida por los trabajadores del parque, abriendo sus puertas el 10 de enero de 1971 como la «Piscina Popular Chacarillas», recibiendo en sus primeros meses entre 2000 y 3000 visitantes los días sábado y domingo. Su construcción, al igual que la piscina Tupahue, se emplaza en una cantera en desuso y se caracteriza por la utilización de piedra extraída de las mismas canteras.
Fue reinaugurada al público general el 28 de diciembre de 1976, cambiando su nombre a Antilén y cobrando una entrada similar a la de la piscina Tupahue. En medio de la piscina se encuentra una construcción artificial de roca con forma de pirámide, rodeada de una pirca, que sirve para separar las áreas de adultos y de niños. Esta pirámide está coronada por un pedestal con un espino, especie nativa del parque.